# 弗雷森堡
弗雷森堡是德国下萨克森州的一个市镇。总面积21.59平方公里，总人口908人，其中男性468人，女性440人（2011年12月31日），人口密度42人/平方公里。